# Хачатур Безірджян
Хачатур Онікович Безірджян (вірм. Խաչատուր Օնիկի Բեզիրջյան, 6 грудня 1950, Єреван) — вірменський політичний і державний діяч.

## Життєпис
Народився 6 грудня 1950 року в Єревані.
- Закінчив Єреванський державний університет (1968—1974). Фізик. Кандидат біологічних наук.
- 1974—1976 — служив у радянській армії.
- 1977—1987 — старший лаборант, аспірант, молодший науковий співробітник, науковий співробітник інституту експериментальної біології.
- 1987—1991 — Науково-дослідний технологічний інститут амінокислот об'єднання «Армбиотехнология» Міністерства медичної і біологічної промисловості СРСР, завідувач лабораторії НДІ амінокислот.
- 1990—1995 — депутат верховної ради Вірменської РСР та Вірменії, заступник голови постійної комісії з відновлення незалежної державності і національної політики
- 1994—2002 — директор інституту управління Вірменії.
- 1996—1999 — голова ЦВК Вірменії.
- 1999—2002 — Комісія з реформи публічної служби Республіки Вірменія, член комісії
- 2002—2005 — Єреванський державний економічний інститут, доцент
- 2003—2006 — Рада цивільної служби Республіки Вірменія, радник голови ради
- 2006—2016 — Академія Державного Управління Республіки Вірменія, проректор з навчальної частини
- 2016 — Академія Державного Управління Республіки Вірменія, проректор з додаткового та безперервної освіти[1]